# Simone Gatto
Simone Gatto (Montemaggiore Belsito, 8 gennaio 1911 – Trapani, 6 maggio 1976) è stato un politico italiano.

## Biografia
Laureato in Medicina e chirurgia, esercitò la professione a Trapani. Dirigente del Fascio di Trapani, durante la seconda guerra mondiale fu seniore medico della 174ª Legione della M.V.S.N.. Tra la fine degli anni quaranta e primi anni cinquanta è segretario provinciale del Partito Socialista trapanese.
Direttore sanitario dell'ONMI provinciale di Trapani, nel 1958 è eletto senatore nel collegio di Trapani per il PSI. Insieme a Ferruccio Parri in quella legislatura propose il disegno di legge che istituiva la Commissione parlamentare Antimafia (legge 1720 del 20 dicembre 1962) di cui divenne membro dalla sua costituzione, con la parentesi della sua esperienza governativa.
Riconfermato nel 1963 sempre nel PSI, è stato sottosegretario di Stato al Lavoro nel primo Governo Moro, dal dicembre 1963 al luglio 1964; successivamente diviene presidente della commissione Lavoro del Senato. 
Contrario all'unificazione socialista col PSDI, nell'autunno 1966 aderisce alla scissione del Movimento dei Socialisti Autonomi insieme a Luigi Anderlini, Tullia Carettoni e altri. Nella V legislatura è rieletto nel collegio di Enna, nelle file del Partito Comunista Italiano come indipendente di sinistra e nel 1968 è eletto vicepresidente del Senato. Fu Direttore sanitario dell'Opera Nazionale Maternità e Infanzia di Roma.
Nel 1970 fu coinvolto in alcune intercettazioni telefoniche con un mafioso trapanese, Giuseppe Mangiapane, che furono inserite agli atti della commissione Antimafia, e che furono denunciate nella relazione di minoranza presentata dal parlamentare del Movimento Sociale Italiano Beppe Niccolai. Mangiapane, in rapporti con Frank Coppola sarebbe anche stato ricevuto a Palazzo Madama. In conseguenza a queste accuse, nel 1972 il PCI decise di non ricandidarlo.
Muore all'età di 65 anni, nel maggio 1976.